# Ле Пјане (Л'Аквила)
Ле Пјане (итал. Le Piane) је насеље у Италији у округу Л'Аквила, региону Абруцо.
Према процени из 2011. у насељу је живело 17 становника. Насеље се налази на надморској висини од 1161 м.